# 양원숲속도서관
양원숲속도서관은 서울특별시 중랑구 송림길 172 (망우동)에 있는 도서관이다.

## 연혁
- 2018년 10월 27일 : 개관